# American Concrete Institute
El American Concrete Institute (ACI) o Instituto Americano del Concreto es una organización sin ánimo de lucro de los Estados Unidos de América que desarrolla estándares, normas y recomendaciones técnicas con referencia al hormigón reforzado. Se fundó en 1904 y su sede central se halla en Farmington Hills, Michigan, USA.

## Historia
A principios del siglo XX, en EE. UU. no existían estándares para la fabricación de bloques de hormigón y, debido a ello, se popularizó una percepción negativa del uso del hormigón para la construcción. Un editorial de Charles C. Brown en la edición de septiembre de 1904 de Municipal Engineering llegó a discutir la idea de formar una organización para poner en orden y estandarizar prácticas en la industria. En 1905, la Asociación Nacional de Usuarios de cemento se organizó formalmente y adoptó una constitución y unos estatutos. Richard Humphrey fue elegido como el primer presidente de la asociación. Los primeros comités fueron nombrados en la convención de 1905 en Indianápolis y ofrecen informes preliminares en diversas áreas temáticas. En la convención de 1907 se ofrecieron los primeros informes completos de los comités. La primera sede oficial de la asociación fue establecida en 1908 en la oficina de Richard Humphrey en Filadelfia, Pensilvania. Las ayudas administrativa y editorial llevaron a organizar de manera más efectiva las convenciones y las publicaciones de procedimientos del instituto. Las Regulaciones estándar de la construcción para el uso del hormigón armado ("Standard Building Regulations for the Use of Reinforced Concrete") fueron aprobadas en la convención de 1910 y se convirtieron en el primer código de construcción del hormigón armado de la asociación. Para el año 1912 la asociación ya había aprobado 14 estándares. En la convención de diciembre de 1912, la asociación aprobó la publicación de una revista mensual de los procedimientos. En julio de 1913, el Consejo de Dirección de lo que entonces era NACU decidió cambiar su nombre por el de American Concrete Institute. Se consideró que el nuevo nombre era más descriptivo en relación con el trabajo llevado a cabo dentro del instituto.

## ACI 318
El código de requisitos de edificación para hormigón de estructura (ACI 318) proporciona unos requisitos mínimos para el diseño y construcción de estructuras de partes de hormigón de cualquier estructura levantada bajo los requisitos de un código de edificación general que lo incorpore. Esto fue emitido por el Instituto Americano del Concreto.

## Concrete International
Concrete International es una revista mensual publicada por el Instituto Americano del Concreto. Resúmenes indexados están disponibles a través de la página web de la revista.

## Premios
La Medalla Wason al mejor artículo ha sido entregada desde el año 1917 al autor o autores de un artículo publicado por el Instituto Americano del Concreto.
Algunos galardonados destacados:
- 1922: Harold M. Westergaard
- 1927: Abraham Burton Cohen
- 1933: Ammann & Whitney|Charles S. Whitney
- 1936: Hardy Cross
- 1950: Chester P. Siess, George E. Beggs y Nathan M. Newmark
- 1953: Charles S. Whitney, Boyd Anderson y Mario Salvadori
- 1971: Fazlur Khan y Mark Fintel